# James Fearon
James D. Fearon, né en 1963, est le Professeur Theodore et Francis Geballe de sciences politiques à l'université Stanford.
Selon une enquête menée en 2011 auprès de chercheurs en relations internationales, Fearon fait partie des universitaires en relations internationales les plus influents des vingt dernières années.  Son article "Rationalist Explanations for War" paru en 1995 est l'article universitaire le plus étudié par les étudiants en relations internationales dans les universités américaines.
Il est connu pour ses travaux sur la théorie des guerres civiles, la négociation internationale, le modèle de négociation de la guerre, les coûts d'audience et l'approche constructiviste de l'ethnicité.

## Parcours universitaire

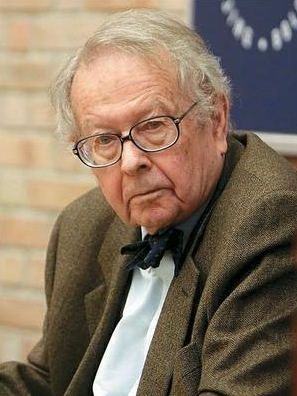
Kenneth Waltz, son directeur de thèse à l'université de Californie à Berkeley.

Fearon est diplômé de l'université Harvard en Bachelor (licence en 4 ans). Il passe ensuite son doctorat à l'université de Californie à Berkeley où, son directeur de thèse est Kenneth Waltz, l'un des fondateurs du néoréalisme (ou réalisme structurel),. Il enseigne à l'université de Chicago de 1991 à 1998, avant de rejoindre Stanford où il enseigne toujours. Il est membre de l'Académie nationale des sciences des États-Unis depuis 2012.

## Travaux
Les travaux de Fearon sur les guerres mettent l'accent sur la nécessité d'expliquer pourquoi les États dirigés de manière rationnelle finissent par mener une guerre au lieu de négocier, même si la négociation peut améliorer a priori les deux parties. 

### Sur la démocratie
Il explique également comment les démocraties sont mieux à même de signaler l'intention de guerre en fonction des coûts d'audience nationaux. Fearon contribue également à l'étude de la démocratie délibérative. 

### Sur la guerre
Fearon a trois hypothèses de base sur la guerre. Premièrement, la guerre est un choix plus coûteux que la paix. Deuxièmement, la guerre est prévisible et imprévisible. En d'autres termes, même si aucune des deux parties ne sait exactement qui va gagner, elles peuvent s'entendre sur la probabilité relative que chacune gagne. Et troisièmement, il n'y a aucun avantage direct à se battre ; Fearon appelle ces hypothèses le "war's inefficiency puzzle", plus connu sous le terme Bargaining model of war (en français, cela pourrait être traduit maladroitement par « modèle de négociation de la guerre »).

#### Sur les négociations de la guerre
Fearon soutient que l'anarchie en elle-même ne peut pas expliquer pourquoi les acteurs rationnels ne peuvent pas négocier. Il propose trois explications pour expliquer les ruptures de négociation et la guerre. Premièrement, les acteurs d'un système anarchique peuvent souffrir d'un problème d'engagement crédible, où il existe des incitations pour les deux parties à revenir sur leur partie d'un accord. Deuxièmement, les États peuvent disposer d'informations privées et être incités à déformer ces informations lors de la phase de négociation. Troisièmement, la négociation peut être rendue impossible en raison de ce que Fearon appelle « l'indivisibilité des problèmes », dans lequel un problème particulier en question ne peut être divisé.

### Participation au Quatrième grand Débat des relations internationales
Fearon est considéré par le chercheur constructiviste Marc Lynch comme le "rationaliste principal" de la théorie des relations internationales et lui attribue la résolution (avec le constructiviste Alexander Wendt) d'une grande partie du débat théorique entre les deux camps. Son étude de 2003 avec David Laitin est considérée comme la « plus influente » de la recherche moderne sur la guerre civile.